# Eucosmophora prolata
Eucosmophora prolata là một loài bướm đêm thuộc họ Gracillariidae. Nó được tìm thấy ở Venezuela.
Chiều dài cánh trước là 3.7 mm đối với con cái.
Ấu trùng có thể ăn a Sapotaceae species và probably mine the leaves of their host plant.